# Núria Madruga
Núria Madruga (n. Samora Correia, 28 de agosto de 1980), é uma atriz portuguesa.

## Carreira
Núria Madruga se estreou no cinema em Zona J, de Leonel Vieira no ano de 1998 e popularizou-se com variadíssimos trabalhos em televisão, participando em telenovelas e séries.

## Televisão
| Ano         | TV   | Projeto                  | Papel                              | Notas                 |
| ----------- | ---- | ------------------------ | ---------------------------------- | --------------------- |
| 1998        | SIC  | Zona J                   | Carla                              | Protagonista          |
| 1999        | SIC  | Jornalistas              | Vanda                              | Participação Especial |
| 2000        | SIC  | Médico de Família        | Filomena                           | Participação Especial |
| 2000        | RTP1 | Não És Homem Não És Nada | Personagem não divulgada           | Participação Especial |
| 2000        | TVI  | Jardins Proibidos        | Clara Ávila Dinis (Jovem)          | Participação Especial |
| 2001        | SIC  | Ganância                 | Personagem não divulgada           | Participação Especial |
| 2001        | SIC  | O Bairro da Fonte        | Personagem não divulgada           | Participação Especial |
| 2001        | RTP1 | Bastidores               | Lúcia                              | Elenco Principal      |
| 2002        | TVI  | O Último Beijo           | Carla                              | Elenco Adicional      |
| 2003        | TVI  | Saber Amar               | Felicidade                         | Elenco Adicional      |
| 2003 - 2004 | TVI  | Queridas Feras           | Beatriz Coelho (Bia)               | Elenco Principal      |
| 2004        | SIC  | Maré Alta                | Passageira                         | Participação Especial |
| 2004 - 2006 | SIC  | O Jogo                   | Maria João                         | Co- Protagonista      |
| 2004 / 2005 | TVI  | Inspetor Max             | Íris                               | Participação Especial |
| 2004 / 2005 | TVI  | Inspetor Max             | Susana                             | Participação Especial |
| 2005        | TVI  | Dei-te Quase Tudo        | Sílvia (Elenco de 1974)            | Participação Especial |
| 2006        | TVI  | Fala-me de Amor          | Andreia Reis                       | Elenco Principal      |
| 2007        | TVI  | Ilha dos Amores          | Mafalda Figueira Brown             | Elenco Principal      |
| 2008        | TVI  | A Outra                  | Joana Guerreiro                    | Elenco Principal      |
| 2008 - 2009 | TVI  | Flor do Mar              | Sarah Murphy Camacho               | Elenco Principal      |
| 2009 - 2010 | TVI  | Meu Amor                 | Camila Correia Machado de Castro   | Elenco Principal      |
| 2011        | TVI  | O Dom                    | Catarina                           | Protagonista          |
| 2012 - 2013 | TVI  | Doida por Ti             | Tânia Ferreira / Prado             | Elenco Principal      |
| 2013        | RTP1 | Bem-Vindos a Beirais     | Bia                                | Elenco Adicional      |
| 2014        | TVI  | O Beijo do Escorpião     | Bárbara Oliveira                   | Elenco Adicional      |
| 2014        | SIC  | Sol de Inverno           | Luísa                              | Elenco Adicional      |
| 2014 - 2015 | RTP1 | Água de Mar              | Susana Cautela                     | Elenco Principal      |
| 2015        | TVI  | Jardins Proibidos        | Telma Saraiva                      | Elenco Principal      |
| 2016 - 2017 | TVI  | A Impostora              | Felipa Ferreira da Costa Lancastre | Elenco Principal      |
| 2017        | TVI  | Inspetor Max             | Sofia                              | Elenco Adicional      |
| 2020        | TVI  | Quer o Destino           | Camila                             | Elenco Adicional      |

Voltou ao cinema esporadicamente sendo Pele, de Fernando Vendrell (2006), a sua mais recente participação.

## Vida pessoal
É casada com o produtor Vasco Silva desde 11 de Setembro de 2010. Foi mãe dos gémeos Sebastião e Salvador a 24 de Junho de 2011.
Em Janeiro de 2018 foi mãe de outro rapaz, Lourenço. E a 4 de Dezembro de 2022 foi mãe de outro rapaz, Vicente. 
A atriz, é irmã da apresentadora de televisão Dália Madruga. 